# Matt GL
| GL ist das Kürzel für den Kanton Glarus in der Schweiz. Es wird verwendet, um Verwechslungen mit anderen Einträgen des Namens Matt zu vermeiden. |

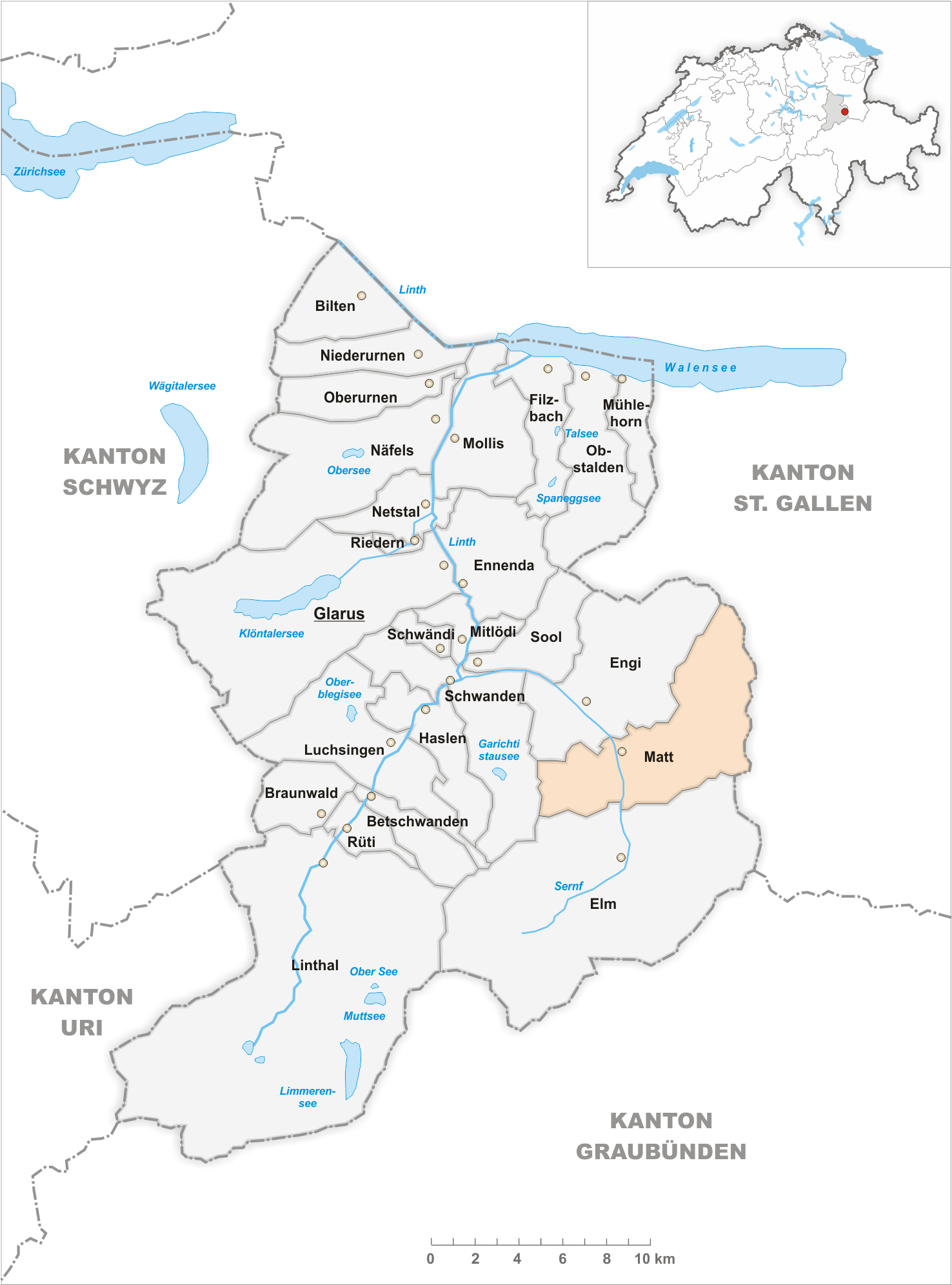
Gemeindestand vor der Fusion am 1. Januar 2011

Matt ist ein Dorf und eine ehemalige politische Gemeinde des Kantons Glarus in der Schweiz.
Sie wurde im Rahmen der Glarner Gemeindereform auf den 1. Januar 2011 mit den Gemeinden Betschwanden, Braunwald, Elm, Engi, Haslen, Linthal, Luchsingen, Mitlödi, Rüti (GL), Schwanden (GL), Schwändi, und Sool zur neuen Gemeinde Glarus Süd zusammengelegt.

## Wappen
Der besonders bei der Dorfjugend beliebte uralte Brauch des Schybenfleuge wird in der Fasnachtszeit ausgeübt. Dabei werden glühende Holzscheiben in die nächtliche Dunkelheit geschleudert. Der Brauch hat in das Gemeindewappen Eingang gefunden. Das Wappen wurde am 12. Juni 1941 übernommen.

## Geographie
Das Dorf liegt im Sernftal am Sernf, dem rechten Nebenfluss der Linth. Es ist das mittlere der drei Dörfer im Tal. Der von Osten einmündende Chrauchbach lagerte am Ausgang des Chrauchtals einen Schuttkegel ab, auf dem die erste Siedlung entstand. Das Siedlungsgebiet umfasst aber auch die Weiler Trämligen, Auen, Brumbach, Stalden sowie die nach Süden gelegene, ganzjährig bewohnte Sonnenterrasse Weissenberge. Das ehemalige Gemeindegebiet bestand aus steilen bewaldeten Berghängen, hochgelegenen Alpen sowie unter anderem mit Spitzmeilen (2501 m ü. M.) und Foostock (2610 m ü. M. höchster Punkt) aus mehreren hohen Berggipfeln. Von der Gemeindefläche waren 39,6 % landwirtschaftliche Nutzflächen, 32 % war Wald, 1 % war Siedlungsfläche und 27 % war unproduktiv. Das Klima ist alpin.

## Bevölkerung
Von 560 Personen im Jahr 1960 sank die Bevölkerung auf 366 in 165 Haushaltungen im Jahr 2003.

## Wirtschaft
Land- und Alpwirtschaft sowie der Schieferabbau im benachbarten Landesplattenberg in Engi waren bis zum 20. Jahrhundert die wichtigsten Einnahmequellen der Einwohner von Matt. Von 1867 bis 1967 war auch eine Textilfabrik (Spinnerei) in Betrieb. Etwas Gewerbe, darunter die älteste Baufirma des Kantons Glarus, die Marti AG (gegründet 1860), hat sich etabliert. Etwa 26 % der Erwerbstätigen arbeiten in der Landwirtschaft, 57 % in Industrie und Gewerbe, 17 % sind im Dienstleistungssektor tätig.

### Verkehr
Seit der Stilllegung der Sernftalbahn im Jahr 1969 ist die Hauptstrasse für den Individualverkehr und den Busbetrieb der Autobetrieb Sernftal AG die einzige Verkehrserschliessung von Matt.

### Tourismus
Der Bau der Luftseilbahn Matt-Weissenberge (LMW) im Jahr 1967 hat zu einer touristischen Entwicklung von Matt und den höher gelegenen Gemeindeteilen geführt. Die sonnige Geländeterrasse auf einer Höhe von 1300 m ist ein Ausflugsziel und Ferienort. Vom Chrauchtal führt ein Wanderweg über den Risetenpass (2189 m ü. M.) ins Weisstannental.
Im Winter wird eine 3,8 Kilometer lange Langlaufloipe von Engi nach Matt gespurt.

## Geschichte

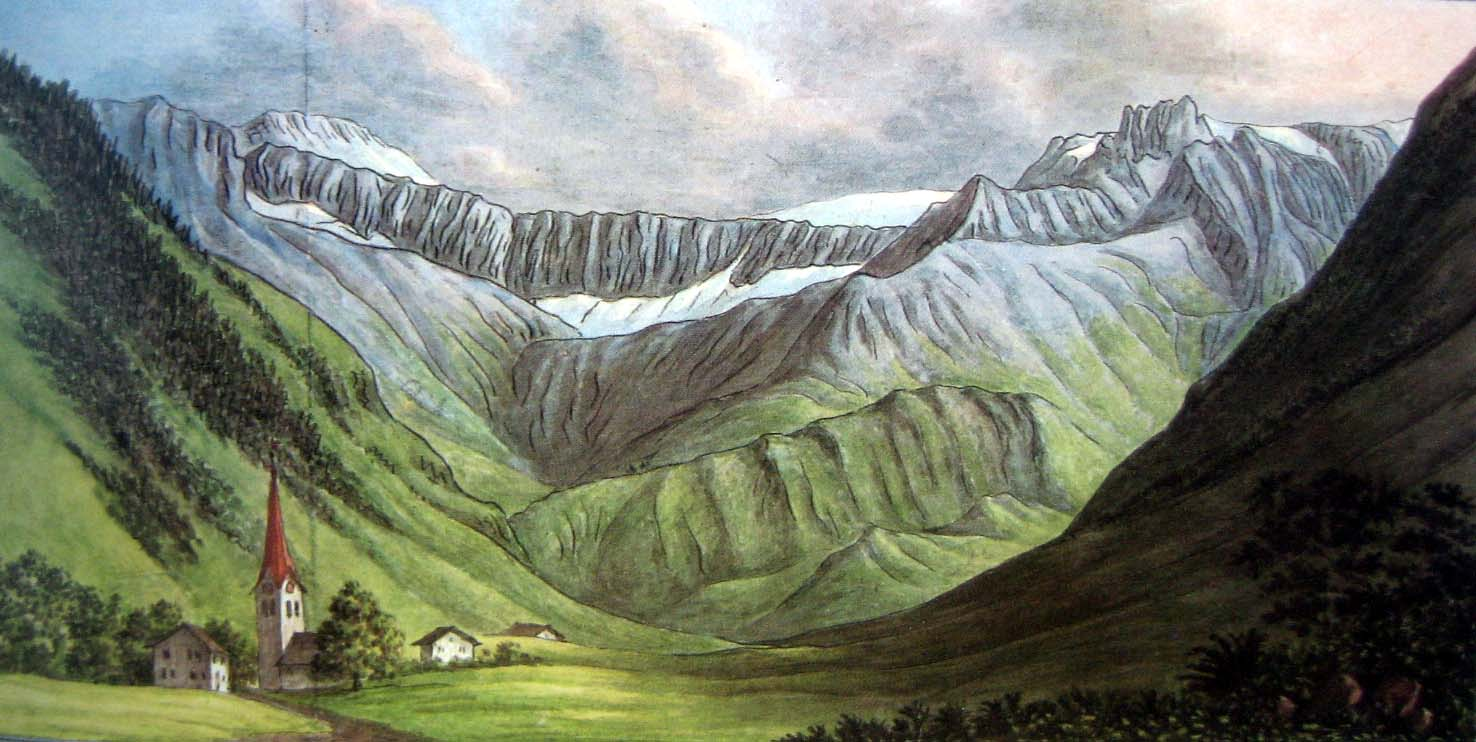
Matt im Sernftal 13. Juli 1811, Aquarell von Hans Conrad Escher von der Linth

Matt, historisches Luftbild von 1923, aufgenommen von Walter Mittelholzer

Die erste urkundliche Erwähnung von Matt, damals ein Landgut namens Mattun, ist im Jahr 1273 belegt.
Der Ortsname (seit 1497 belegt als Matt) leitet sich von seiner ursprünglichen Bedeutung Wiese (schweizerdeutsch Matte/Matt) ab.
Die erste Kapelle wurde zwischen 1261 und 1273 gebaut. Im Jahr 1273 ist die Kapelle zur Talkirche erhoben worden, und sie ist ein Wahrzeichen des Ortes. Bis zum Loskauf der Glarner 1395 waren die Matter dem Kloster Säckingen abgabepflichtig.
Die heutige Kirche stammt wahrscheinlich aus dem Jahr 1497 und ist die älteste erhalten gebliebene Kirche im Glarnerland. Im Innern befindet sich eine bedeutende spätgotische Holzdecke. 1527–1530 führte der Glarner Pfarrer Fridolin Brunner die Reformation durch. 1528 wurden die Heiligenbilder aus der Kirche entfernt, im gleichen Jahr wurden Matt und Engi eine gemeinsame Kirchgemeinde.
Die Bewirtschaftung von Egg, Riseten und des Chrauchtals, welche die grösste Alp des Kantons darstellt, wurde urkundlich bereits 1350 erwähnt. Seit 1767 wurde die Wasserkraft für Sägerei, Stampferei und Mühle benutzt. Später kam die Baumwollspinnerei von Jakob Spälty hinzu. Die 1868 gegründete Firma wurde 1967 stillgelegt.
Im Jahr 1799 zogen General Suworow und seine Armee auf ihrem Weg über den Panixerpass durch Matt.
Missernten und Übervölkerung zwangen Mitte des 19. Jahrhunderts viele Einwohner zum Auswandern. 1855 verliessen an einem einzigen Tag insgesamt 240 Personen die Kirchgemeinde Matt-Engi.

## Sonstiges
Das Auengebiet Chrauchtal ist durch seinen Artenreichtum in Flora und Fauna sowie wegen seiner landschaftlichen Schönheit von nationaler Bedeutung.

## Persönlichkeiten
- Fridolin Brunner (1498–1570) war 1527–1530 evangelischer Pfarrer und führte 1528 die Reformation durch
- Jakob Heer (1784–1864) Pfarrer und Lehrer von 1817 bis 1842. Half der Gemeinde aus der schlimmen Notlage nach den napoleonischen Koalitionskriegen.
- Oswald Heer (* 31. August 1809 in Niederuzwil; † 27. September 1883 in Lausanne) war ein Schweizer Paläontologe, Botaniker und Entomologe. Er wohnte ab 1817 mit seinen Eltern in Matt.
- Justus Heer (* 7. Dezember 1840 in Matt im Sernftal; † 2. Juli 1886, anderes Datum: 29. Juni 1886 in Erlenbach), evangelischer Geistlicher und Halbbruder von Oswald Heer.
- Peter Michael Ott (* 3. Juni 1944 in Matt; † 9. Januar 2017 in Berlin), Künstler, Bildhauer, Bauingenieur (Plastik, Skulptur, Zeichnung, Malerei, Platzgestaltungen Zürich, Druckgrafik, Aktionskunst)

## Bilder

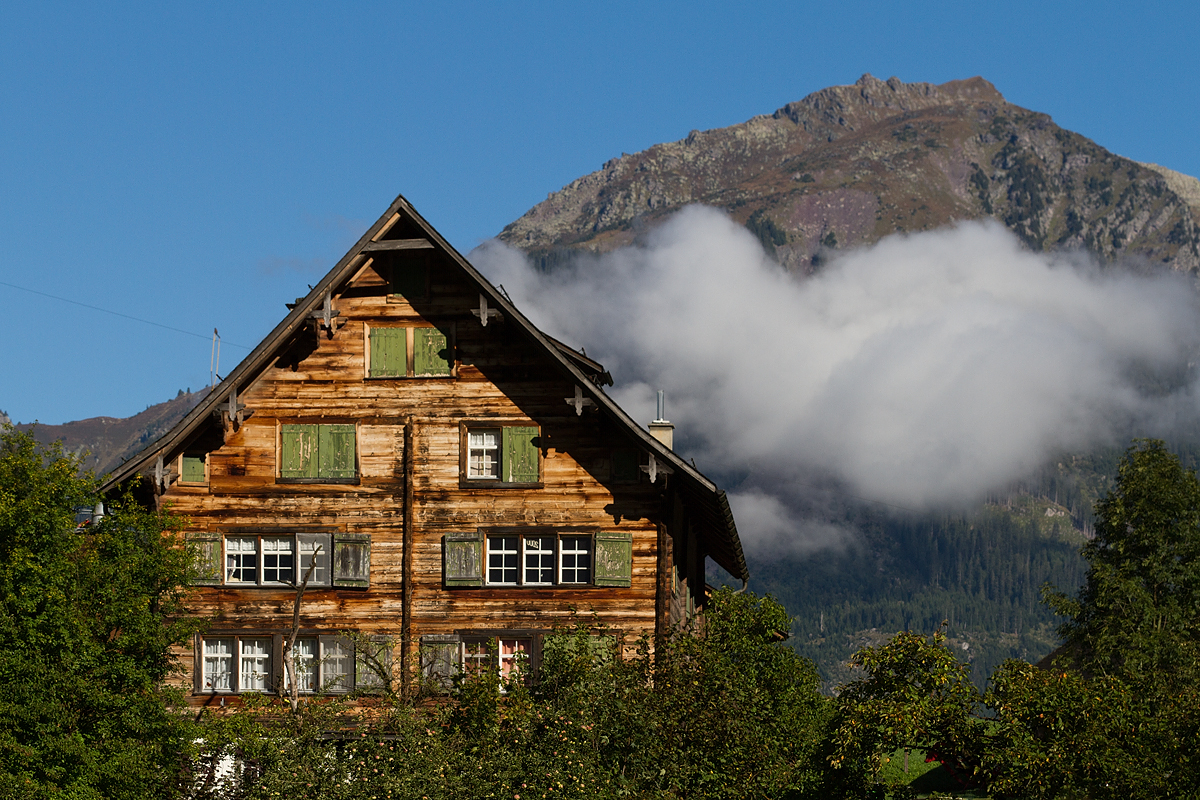
Brummbachhaus, Kulturgüterschutz-Nr. 2740
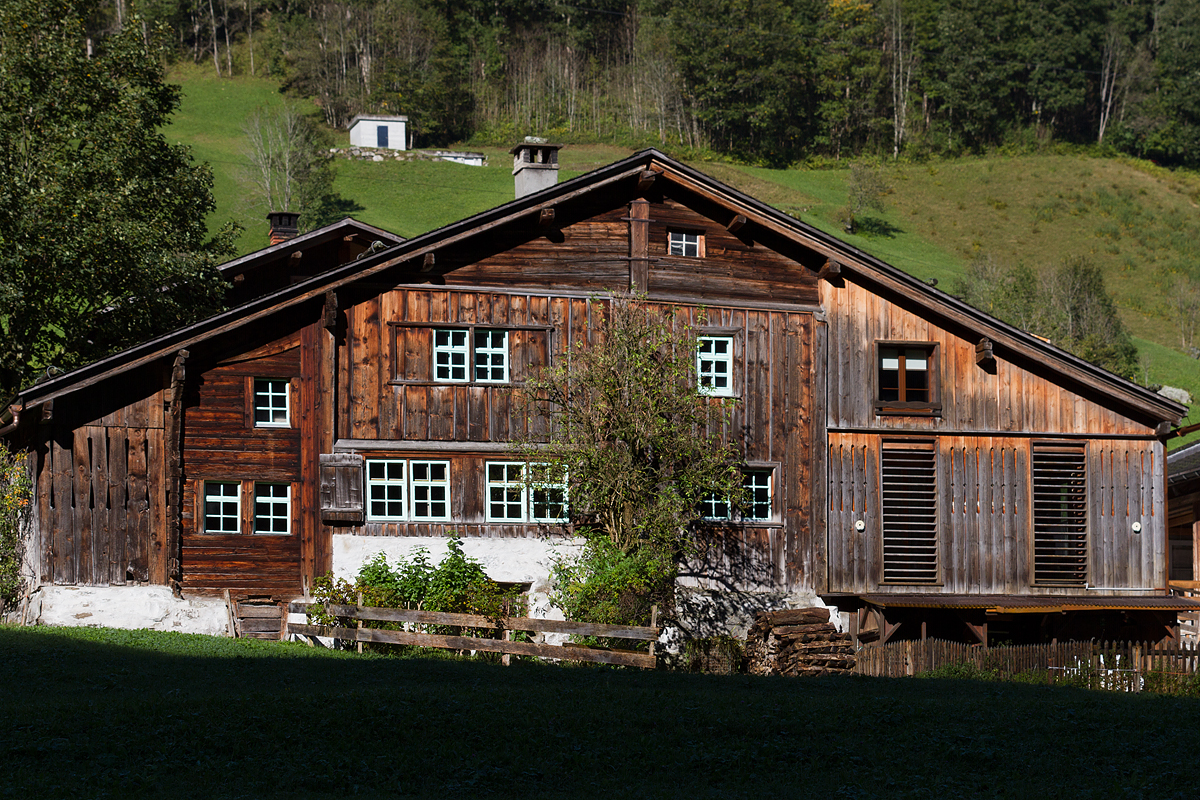
Stegguthaus, Kulturgüterschutz-Nr. 11741
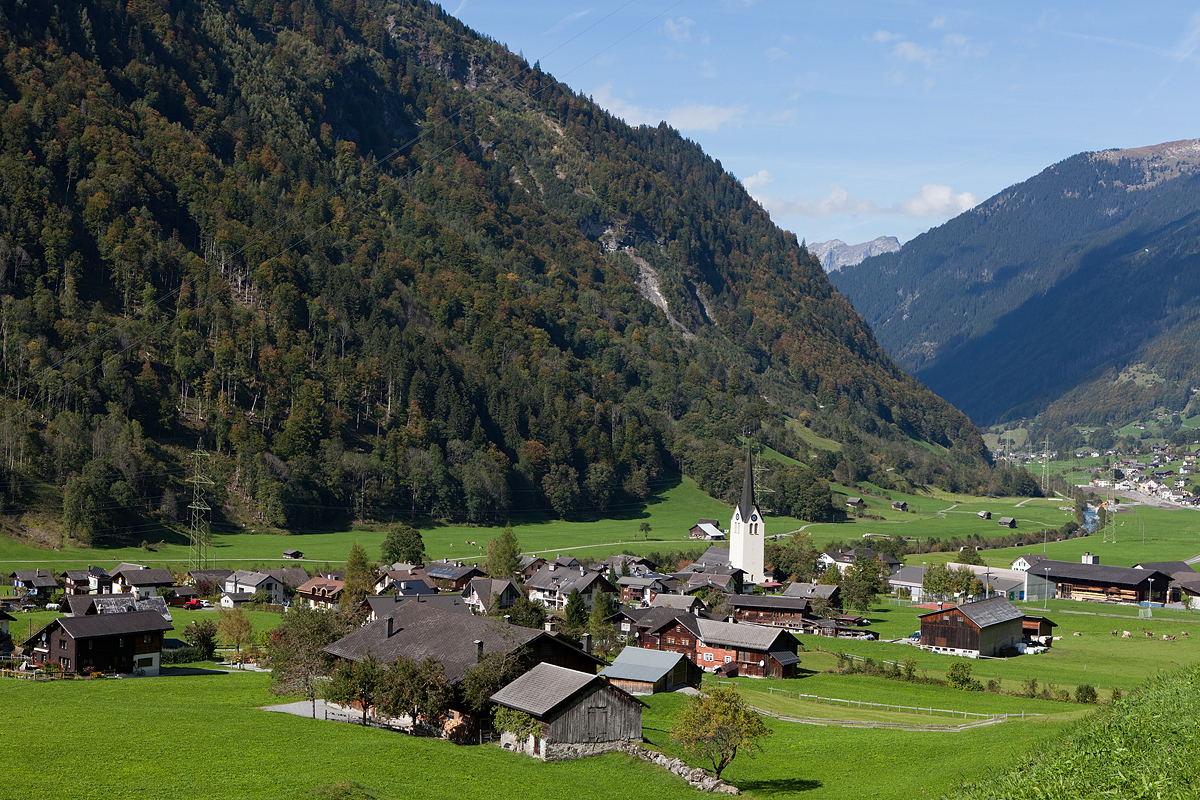
Dorf
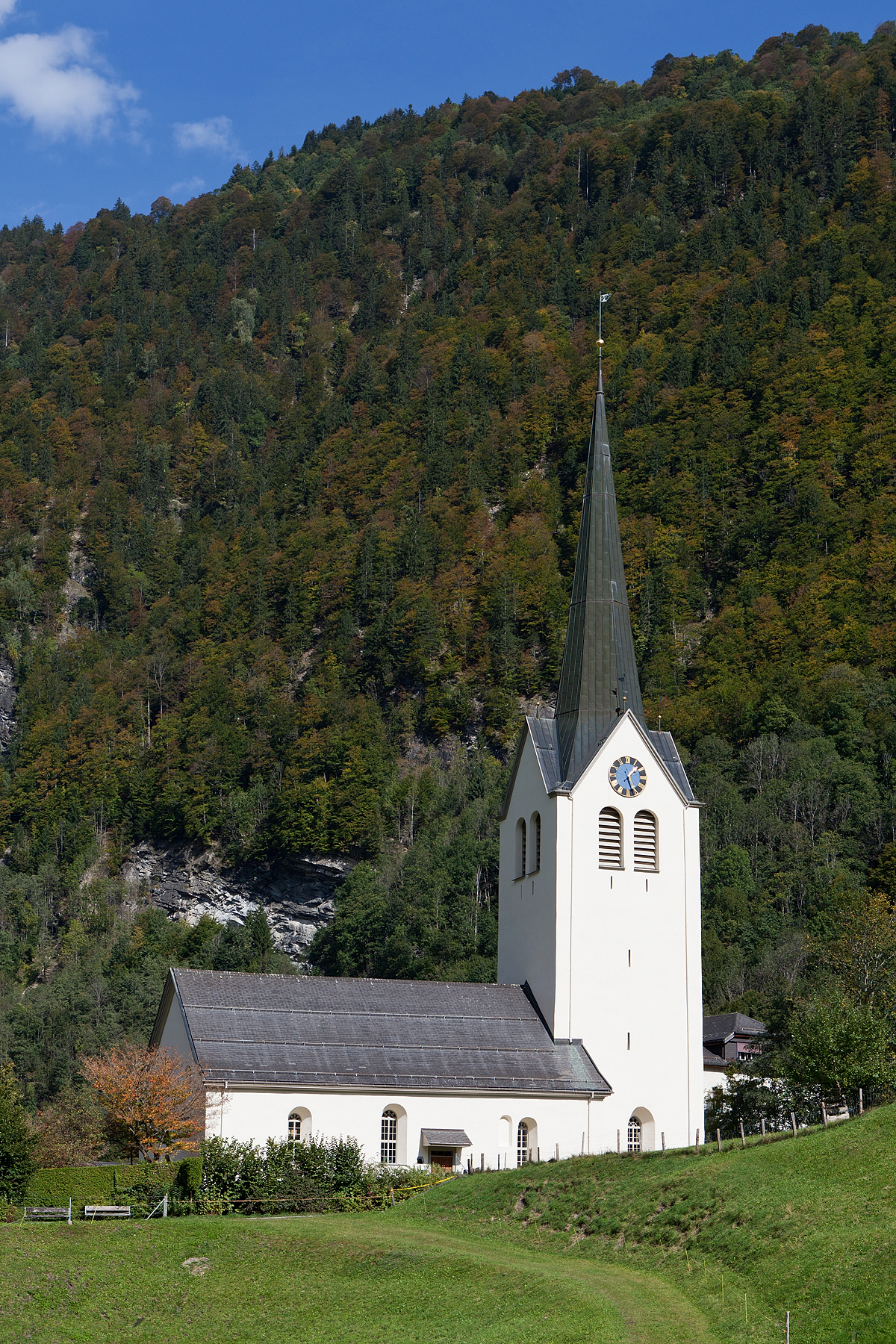
Kirche
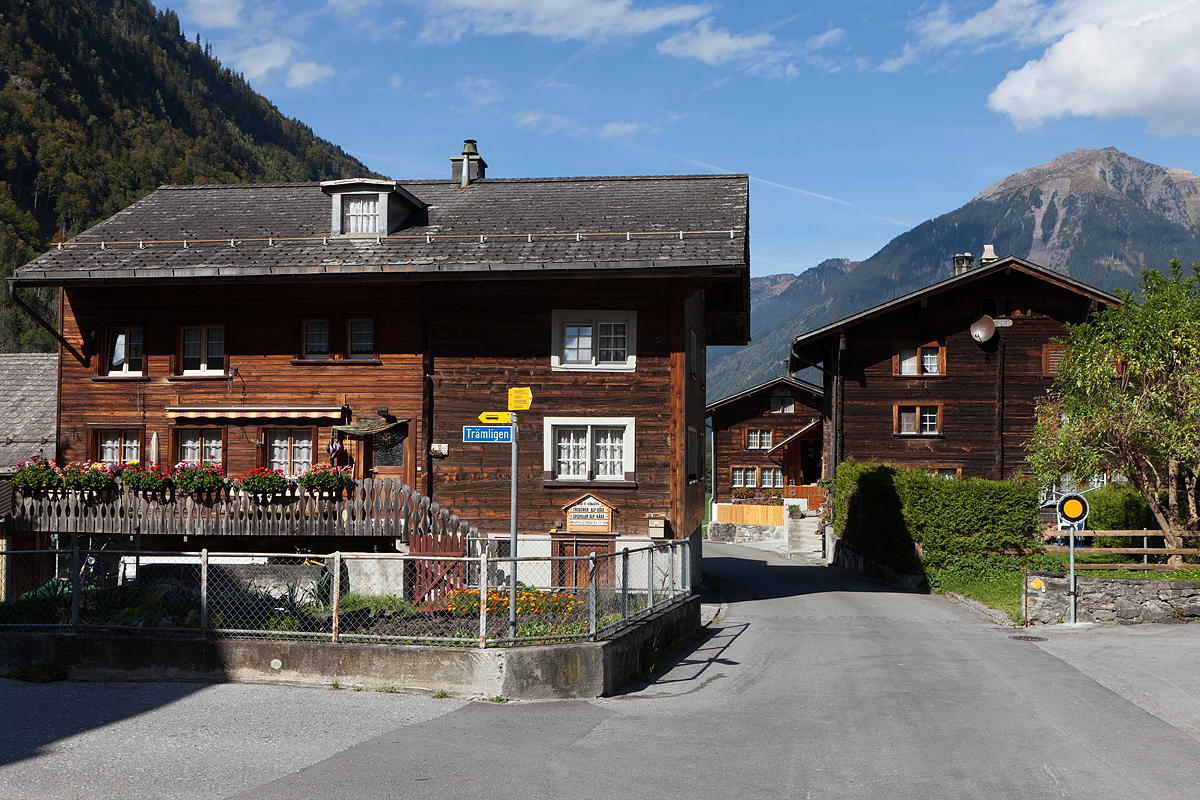
Dorfteil Trämligen
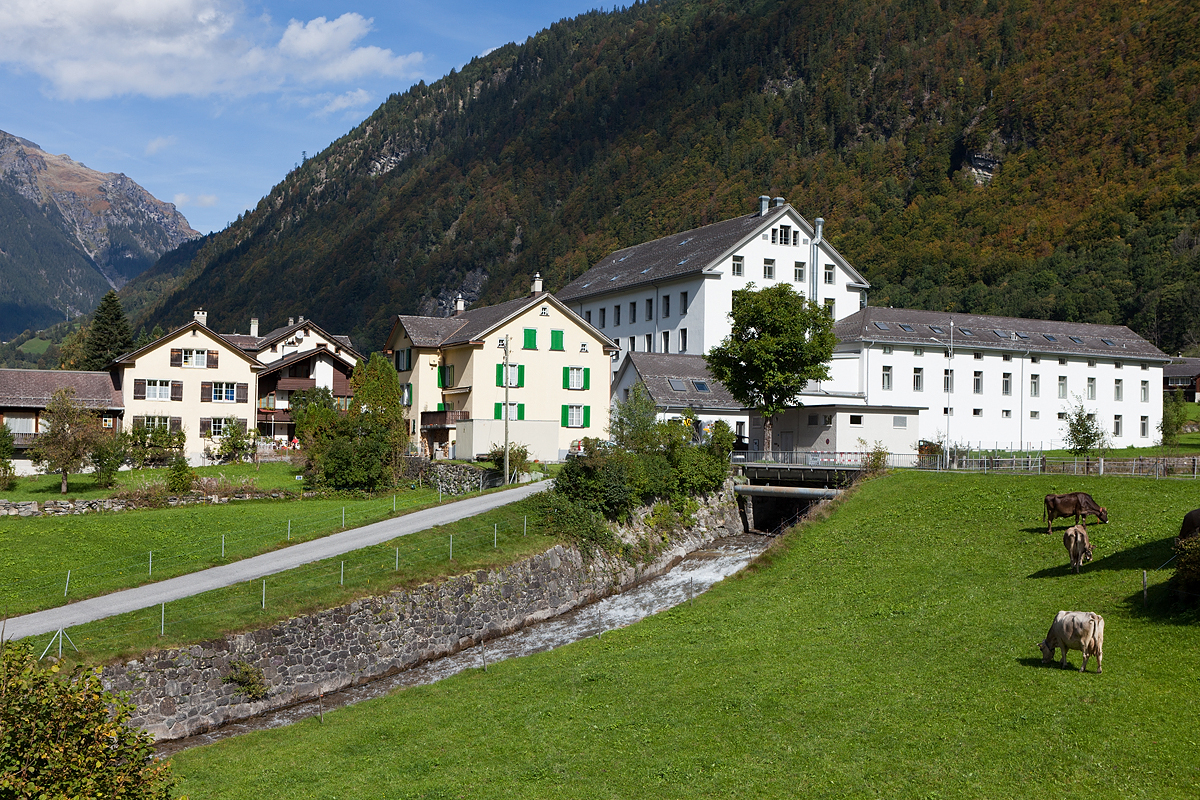
Truppenunterkunft und Chrauchbach